# 吳世良 (正德進士)
吳世良（1487年—？），字邦貞，號南村，山東東昌府博平縣人，明朝政治人物。

## 生平
正德二年（1507年）丁卯科山東鄉試第三名舉人，十二年（1517年）中式丁丑科會試第二百七十一名，三甲第一百十名進士。禮部觀政，授刑部主事，升員外郎、郎中，嘉靖七年（1527年）出為陝西平涼府知府，期間被韓藩宗室窘辱，調湖廣黃州府知府。

## 家族
曾祖吳麟；祖父吳安，縣主簿；父吳旻，監生。母張氏，旌表節婦。慈侍下。弟吳世美（監生）。